# Styx du Verdon
 (novembre 2024).
Si vous disposez d'ouvrages ou d'articles de référence ou si vous connaissez des sites web de qualité traitant du thème abordé ici, merci de compléter l'article en donnant les références utiles à sa vérifiabilité et en les liant à la section « Notes et références ».

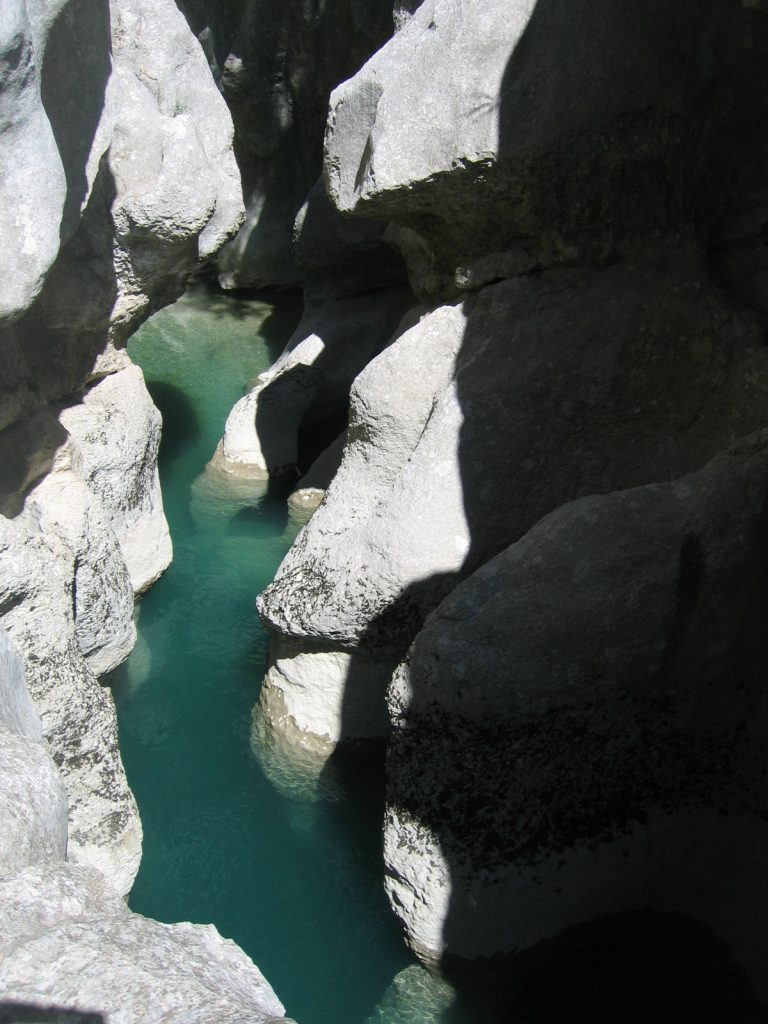
Le Styx du Verdon

Le Styx du Verdon est un embranchement escarpé et étroit des Gorges du Verdon.